# نمول بيضاوي
نمول بيضاوي (الاسم العلمي:Alternanthera obovata) هو نوع من النباتات يتبع جنس النمول من الفصيلة القطيفية.